# ستيوارت أندرسون
ستيوارت أندرسون (بالإنجليزية: Stuart Anderson)‏ (22 أبريل 1986 بأبردين في المملكة المتحدة - ) هو لاعب كرة قدم بريطاني في مركز الوسط. لعب مع إيستبورن بوروه وريث روفرز ونادي بريتشين سيتي ونادي بلاكبول ونادي روس كاونتي ونادي ساوثهامبتون ونادي سالزبري سيتي وFormartine United F.C. ‏ ونادي ليفينغستون لكرة القدم ونادي بيترهيد ‏.

## وصلات خارجية
- ستيوارت أندرسون على موقع قاعدة بيانات كرة القدم.إي يو (الإنجليزية)
- ستيوارت أندرسون على موقع Soccerbase.com (لاعب) (الإنجليزية)